# Sigitas Šiupšinskas
Sigitas Šiupšinskas (*  14. August 1964 in Vilnius) ist ein litauischer Politiker.

## Leben
Nach dem Abitur an der Mittelschule absolvierte er 1987 das Diplomstudium am Kauno politechnikos institutas und 2007 das Studium an der Mykolo Romerio universitetas.
1992 war er stellvertretender Leiter der Siedlung Juodšiliai in der Rajongemeinde Vilnius.
1993 war er Berater der Kanzlei der Regierung Litauens.
1998 leitete er den Verband der litauischen Kommunen (Lietuvos savivaldybių asociacija).
Ab 2005 war er Berater des litauischen Präsidenten,  ab 2009 des Innenministers am Innenministerium Litauens, vom Mai 2009 bis 2012 Innen-Vizeminister.
Ab 2014 ist er Mitglied der liberalen Partei Lietuvos laisvės sąjunga (liberalai).
Er ist verheiratet. Mit Frau Rita hat er die Tochter Urtė.